# The Dukes of Stratosphear
I The Dukes of Stratosphear sono stati un gruppo rock inglese formato nel 1984 da Andy Partridge, Colin Moulding, Dave Gregory e Ian Gregory. Modellato sui gruppi di rock psichedelico degli anni sessanta, a metà tra l'omaggio e la parodia, i Dukes furono inizialmente lanciati dalla casa discografica Virgin Records come un nuovo gruppo misterioso i cui componenti sono celati sotto pseudonimi, ma in realtà si trattava di una band alter ego degli XTC. Hanno pubblicato solo due album: il mini-lp 25 O'Clock (1985) e l'album Psonic Psunspot (1987). Nel Regno Unito, i dischi hanno superato in vendite gli album degli stessi XTC, The Big Express (1984) e Skylarking (1986). Fu soltanto in seguito che l'identità dei Dukes venne resa pubblica.
Partridge ha concepito i Dukes come una fusione "delle mie band preferite del 1967". Lui e Dave Gregory concepirono il progetto nel 1979, ma fu solo nel dicembre 1984 che il gruppo trovò l'opportunità di passare qualche giorno a registrare ciò che sarebbe diventato il primo mini-lp. Furono stabilite tre regole per la sua produzione: le canzoni dovevano seguire le convenzioni della psichedelia del 1967 e del 1968, non più di due session per brano consentite e, dove possibile, utilizzare strumenti e attrezzature dell'epoca, vintage. Dopo la registrazione del secondo LP Partridge comunicò in una serie di interviste che il gruppo è stato ucciso in un "incidente orribile con il sorbetto".
Numerosi sequel furono proposti ma alla fine abbandonati, tra cui la finta rock opera The Great Royal Jelly Scandal, un nuovo album prequel che vedeva i Dukes impegnati nella loro prima fase del Merseybeat e una parodia sotto forma di glitter rock che doveva essere denominata "The Stratosphear Gang". Nel 1993, Partridge, dopo l'incisione di Nonsuch, propose alla Virgin un nuovo lavoro di un gruppo successore dei Dukes in brani sullo stile della musica bubblegum con i testi dalle tematiche "fortemente sessuali", ma la casa discografica respinse la proposta, portando gli XTC a scioperare contro l'etichetta per cinque anni. Alcune delle canzoni di quel progetto abortito sono state successivamente rielaborate e pubblicate in album e compilation successive.
I The Dukes of Stratosphear anticiparono e furono celebrati da movimenti della neo psichedelia come la Paisley Underground. Nel 2003, si riunirono nuovamente per registrare un brano commissionato dalla MS Society, Open a Can (Of Human Beans), i cui proventi di vendita furono donati in beneficenza, e nel 2008, Partridge registrò due tracce accreditate a "The Dukes" come parte di un lavoro su commissione per la Eurostar. Queste canzoni sono state incluse come bonus nelle ristampe successive degli album dei Dukes.

## Origini e influenze musicali

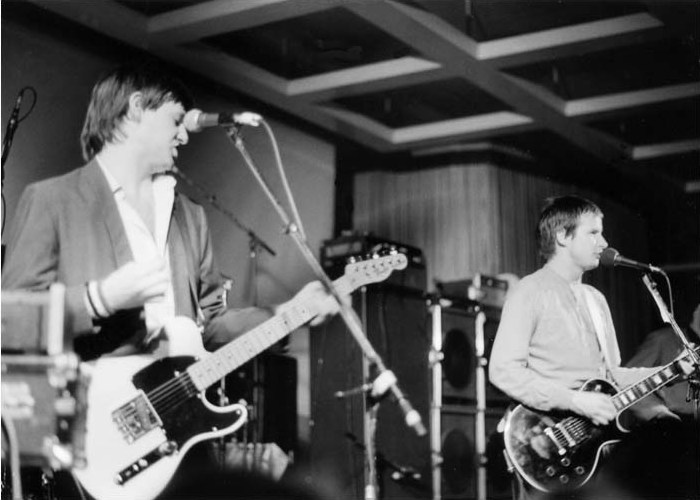
Dave Gregory ed Andy Partridge durante una delle esibizioni dal vivo degli XTC. Entrambi avevano in comune la passione per il rock psichedelico e sin dal 1979 iniziarono a pensare a un alter ego del gruppo che suonasse musica di quel genere. A causa di obblighi contrattuali nei confronti della Virgin Records, il progetto si concretizzò solamente sei anni più tardi.

Da adolescente, ascoltando dischi di rock psichedelico, il leader degli XTC Andy Partridge era particolarmente affezionato a See Emily Play (1967) dei Pink Floyd, a My White Bicycle (1967) dei Tomorrow e a We Are the Moles dei Moles (1968). Partridge considerava la musica psichedelica come una versione "adulta" dei dischi di favole per bambini, credendo che molti altri stessero cercando di emulare quei dischi con cui erano cresciuti: «Usano esattamente le stesse tecniche: battiti accelerati, battiti rallentati, troppa eco, troppo riverbero, quel battito va indietro [...] Non c'è stata alcuna transizione da fare. Passai da cose come Flying Purple Eater a I Am the Walrus». Preferiva anche la psichedelia britannica piuttosto che la sua variante americana: «Negli Stati Uniti, si trattava di reazioni alla guerra del Vietnam. La musica era oscura e meditabonda, piena di distorsioni rabbiose». Nel 1975, prese in considerazione l'idea di rinominare la sua band, denominata Helium Kidz in The Dukes of Stratosphear, ma pensò «che era troppo floreale e la gente poteva pensare che fossimo un gruppo psichedelico [...] Avevamo bisogno di un nome da pronunciare velocemente e il più possibile inventivo».
Quando il chitarrista Dave Gregory fu invitato a unirsi agli XTC nel 1979, Partridge apprese che entrambi condividevano una passione di lunga data per la musica psichedelica degli anni '60. Partridge gli propose di fondare un alter ego del gruppo che suonasse musica di quello stile, traendo ispirazione da The Piper at the Gates of Dawn dei Pink Floyd, Magical Mystery Tour dei Beatles e anche da Their Satanic Majesties Request dei Rolling Stones, e ipotizzò un primo nome per la fantomatica band, Electric Bone Temple. Un album di canzoni in quello stile fu immediatamente preso in considerazione, ma il gruppo non riuscì a realizzarlo a causa dei loro obblighi commerciali nei confronti della Virgin Records. «Ne abbiamo parlato molto, ma all'epoca non era nemmeno nella band e, a dire il vero, non avevo tempo libero. Ero costantemente in tournée.» Un'altra considerazione di Partridge era dell'antipatia del movimento punk nei confronti della musica pop del passato: «Un vero e proprio genere da rinnegare, ridicolo e piuttosto brutto». Durante una sessione di Mummer nel 1982, ricordò di aver detto al produttore Steve Nye: «È un po' divertente su come la cosa è venuta fuori, Steve, perché mi sembra che riprenda un po' dei Beatles, e non voglio che la gente pensi che sto copiando i Beatles. Disse: "Chi se ne importa? È così che l'hai scritto, fallo e basta!" [...] Mi sono reso conto che non avrei dovuto vergognarmi di imitarli, di sbagliare i loro accordi e di usarli come modello [...] da quel momento in poi, ho iniziato a riconoscere che quei cantautori - i Ray Davies, i Lennon e McCartney, i Brian Wilson, mi erano entrati nella testa molto profondamente.»
Durante la realizzazione dell'album degli XTC del 1984 The Big Express, Partridge iniziò a scrivere del materiale che pensava potesse essere potenzialmente eseguito in uno stile psichedelico, il primo brano composto fu Your Gold Dress. Ha ricordato «di aver sgattaiolato fuori dai Crescent Studios, a Bath, con il mio registratore portatile a cassette e suggerire queste idee per canzoni psichedeliche. Stavo iniziando a non riuscire a contenere il desiderio di farlo. Puoi vedere uscire l'ispirazione, prima ... "Prendiamo un Mellotron! Mettiamo un po' di spunti qui, avanti e indietro, nell'economia del brano."»

## 1984 – 1987

### Il primo lavoro,25 O'Clock
Nel novembre 1984, un mese dopo l'uscita di The Big Express, Partridge si recò a Monmouth, in Galles, con il tecnico del suono John Leckie per produrre l'album Miss America della cantautrice Mary Margaret O'Hara, che in precedenza aveva firmato un contratto con la Virgin. Partridge e Leckie furono licenziati a causa di conflitti legati alle loro mancanze di affiliazioni religiose (O'Hara era una cattolica devota). Partridge si sentì ispirato dal brano psichedelico di Nick Nicely del 1982 Hilly Fields 1892 e ideò un progetto discografico per colmare il vuoto venutosi improvvisamente a creare nel suo programma. Le regole erano le seguenti: le canzoni dovevano seguire le convenzioni della psichedelia del 1967 e 1968; non sono consentite più di due session per ogni brano; usare dove possibile strumenti vintage e attrezzature sonore dell'epoca. Partridge disse: «Non avevo davvero canzoni pronte, solo idee. Sapevo che volevo fare qualcosa sulla falsariga di Syd Barrett. Forse un brano dei Beatles. [...] Ho chiamato gli altri ragazzi e ho detto "Ehi, mettiamo su uno spettacolo!"; sai, quel genere di cose.» Leckie accettò di produrre quel progetto e cercò uno studio di registrazione per la band il più possibile economico. Partridge invitò a partecipare alle registrazioni gli altri componenti degli XTC, con in aggiunta alla batteria il fratello di Dave Ian, dato che il gruppo non aveva un batterista disponibile in quel momento.
La Virgin Records, sebbene scettica, prestò al gruppo 5.000 sterline; due settimane furono impiegate per la registrazione e il missaggio dell'album ai Chapel Lane Studios di Hereford, in Inghilterra. Il progetto venne inizialmente pianificato come un LP a lunghezza normale, ma solo sei brani potevano essere registrati a causa della mancanza di tempo disponibile. Partridge in tempi successivi, ha ripensato alla sua realizzazione come «la più divertente che abbiamo mai avuto in uno studio di registrazione». Ogni musicista ha adottato uno pseudonimo: Sir John Johns per Andy Partridge (voce e chitarra), The Red Curtain per Colin Moulding (basso elettrico), Lord Cornelius Plum per Dave Gregory (pianoforte e organo), e E.I.E.I. Owen per Ian Gregory (batteria e percussioni). Il nomignolo adottato da Partridge proveniva da un personaggio marziano del 1967 dei fumetti della DC Comics, mentre quello di Moulding era derivato da un vecchio soprannome, risalente ai primi anni '70, che si riferiva alla lunghezza dei suoi capelli. La band durante le session di registrazione si vestì con abiti Paisley e, per ricreare il più possibile una certa atmosfera, accese candele profumate.
Pubblicato in Gran Bretagna proprio il 1º aprile del 1985, come una sorta di pesce d'aprile, il mini-album 25 O'Clock venne presentato come una raccolta perduta di registrazioni di un fantomatico gruppo psichedelico della fine degli anni '60. La Virgin Records pubblicizzò i Dukes come una nuova misteriosa band, e quando gli fu chiesto dell'album durante le interviste, Partridge inizialmente negò di avere qualche coinvolgimento. Un video musicale impostato sul brano The Mole from the Ministry, un pastiche totalmente improvvisato in studio come omaggio agli stralunati Beatles di I Am The Walrus, il primo - e unico - in cui è stato loro concesso dall'etichetta una realizzazione creativa totale, è stato prodotto per il programma musicale RPM della BBC West. Partridge dichiarò in seguito: «Questo è l'unico dei nostri video che mi è veramente piaciuto, l'unico che posso vedere volentieri [...] ogni piccolo film promozionale [del 1967] che abbiamo potuto trovare, li abbiamo messi dentro alle nostre idee». Gli altri brani erano un omaggio più o meno smaccato alla psichedelia del tempo: la title track stessa si rifaceva al classico degli Electric Prunes I Had Too Much to Dream (Last Night), mentre il brano Bike Ride To The Moon era sin dal titolo un esplicito omaggio al Barrett dei primi Pink Floyd, col brano Bike posto a chiusura del loro primo album, The Piper at the Gates of Dawn. In Inghilterra, 25 O'Clock vendette il doppio delle copie dello stesso album degli XTC The Big Express, anche prima che l'identità dei Dukes fosse resa pubblica. Anche grazie al grande ed inaspettato successo ottenuto, il mini-album venne pubblicato anche negli Stati Uniti, dove ebbe vendite considerevoli. Nell'album successivo degli XTC, Skylarking (1986), i Dukes furono bizzarramente citati nelle note di copertina; il gruppo li ringraziava per avergli prestato le loro chitarre.

### Il bis psichedelico,Psonic Psunspot
Partridge era riluttante a fare un altro album dei Dukes, ma per placare le richieste dei suoi compagni della band e della Virgin Records, venne registrato nell'agosto 1987 il secondo lavoro, stavolta un album di lunghezza normale, Psonic Psunspot In seguito ha ammesso che: «segretamente stavo pensando, "Oddio, vorrei che ne chiedessero un secondo, perché mi piacerebbe farne un altro!"». Questa volta, è stato fornito un budget di 10.000 sterline (il doppio del precedente), mentre John Leckie torna come produttore. È stato registrato in uno studio diverso con attrezzature più moderne. Partridge ha dichiarato: «Penso che ci siamo allontanati un po' dal vero e proprio equipaggiamento vintage e strumenti d'epoca. Ma suona ancora ragionevolmente nel suo genere musicale». Inizialmente, la track-list originale doveva partire con You're My Drug e terminare con Collideascope, ma la Virgin suggerisce di girare i lati del disco in modo tale che la traccia di apertura sia Vanishing Girl. Dopo l'uscita dell'album, a Partridge venne riferito che quando Brian Wilson ha ascoltato il suo brano pastiche dei Beach Boys Pale and Precious, ha pensato che fosse sullo stile di Paul McCartney.
Ancora una volta piuttosto clamorosamente, il disco dei Dukes ha superato in vendite il precedente album degli XTC nel Regno Unito (Skylarking in questo caso). Partridge dichiarò: «È stato un po' sconvolgente pensare che gli ascoltatori preferissero queste finte personalità alle nostre stesse personalità [...] stanno cercando di dirci qualcosa. Ma non mi dispiace perché ci siamo trasformati lentamente nei Dukes nel corso di tutti questi anni.» Anche per quello che riguardò lo stile musicale, Partridge ritenne che «l'elemento psichedelico fosse più grazioso ed edulcorato» rispetto al sound più duro mostrato in 25 O'Clock. Quando fu pubblicato su CD Psonic Psunspot fu unito con 25 O'Clock e ricevette il titolo Chips from the Chocolate Fireball (1987). Trentadue anni più tardi, nel 2019, l'antologia venne remissata in suono surrond a 5 canali ed ebbe un nuovo titolo, Psurroundabout ride. Artisti come Kula Shaker, Shamen e gli Stone Roses, dopo la pubblicazione e il successo di Psonic Psunspot, avrebbero reclutato John Leckie in base al suo lavoro come produttore per i Dukes.

## 2003 – 2008: ultimi anni e progetti correlati
(Andy Partridge)
Dopo Psonic Psunspot, il gruppo comunicò agli intervistatori che i Dukes sono stati uccisi in un «orribile incidente con il sorbetto». Dave Gregory pensava: «Potrei continuare a creare album dei Dukes per il resto della mia carriera, ma ci sono solo tante risate che puoi tirar fuori da una battuta!». Partridge, inoltre, non pensava che i Dukes potessero andare avanti oltre il lecito. «Abbiamo [solo] concepito i [Dukes] come uno scherzo e come ringraziamento a tutte le band che hanno reso le nostre giornate scolastiche più vivaci e colorate.» Nel 1991, Partridge ha prodotto due brani, It's Snowing Angels e Then She Appeared, destinati ad essere pubblicati come un "flexidisc bufala" attaccata alla copertina della rivista Strange Things Are Happening. La rivista era stata piegata prima che il singolo potesse essere estratto dalla confezione. Il brano Then She Appeared, rielaborato, sarebbe stato recuperato nella tracklist di Nonsuch (1992) degli XTC, mentre l'altro brano, It's Snowing Angels è stato pubblicato nel 1994 tramite la Hello Recording Club di John Flansburgh. Entrambi i brani sono stati successivamente inclusi nella raccolta di Partridge Fuzzy Warbles Volume 2 pubblicata nel 2002.
Diversi sequel furono proposti ma alla fine abbandonati, tra cui la finta rock opera The Great Royal Jelly Scandal, un film d'animazione basato sui sei brani del mini album 25 O'Clock alla maniera di Yellow Submarine dei Beatles, un nuovo album prequel che vedeva i Dukes impegnati nella loro prima fase del Merseybeat e una parodia sotto forma di glitter rock che doveva essere denominata "The Stratosphear Gang" e nella quale Partridge doveva includere brani originariamente scritti per gli Helium Kidz, la formazione progenitrice degli XTC. Nel 1993, dopo la pubblicazione di Nonsuch Partridge concepì un gruppo definito il "successore spirituale" dei Dukes sotto forma di un album sullo stile della musica bubblegum. Il lavoro doveva essere una compilation retrospettiva con dodici band diverse dei primi anni '70. «Tutti i testi erano a connotazione fortemente sessuale. C'era una canzone chiamata "Lolly (Suck it and See)", e ce n'era un'altra chiamata "Visit to the Doctor", in cui si raccontava di una vaga molestia sessuale.» Partridge ha ricordato di aver suonato alcune demo di questi brani alla Virgin, i cui dirigenti «rimasero a bocca aperta come in quella scena nel film Per favore, non toccate le vecchiette [il film del 1967] quando la gente vedeva per la prima volta lo spettacolo Springtime for Hitler. C'è stato un silenzio terrificante e mi sembra che durò almeno un'oretta. E il progetto non venne realizzato». Molti dei brani di quel lavoro abortito vennero rielaborati e pubblicati in vari album e compilation del gruppo. La canzone Standing in for Joe di Wasp Star (Apple Venus Volume 2) è stata uno di questi esempi.
I quattro componenti originali dei Dukes hanno riformato una sola volta il gruppo, nel 2003, per registrare il brano Open a Can (Of Human Beans) per la compilation di beneficenza della MS Society The Wish List. Nel 2008, Partridge registrò Tin Toy Clockwork Train, un singolo promozionale da solista su commissione della Eurostar accreditato ai Dukes, i cui diritti vennero concessi in forma completamente gratuita per essere diffuso negli altoparlanti delle stazioni ferroviarie del Regno Unito. Nell'aprile 2009, entrambi i dischi originali dei Dukes sono stati pubblicati per la seconda volta su CD, insieme a registrazioni demo, tracce bonus e note di copertina della band completamente inedite. Queste edizioni sono state attribuite con la denominazione "XTC as The Dukes of Stratosphear" e sono uscite sull'etichetta discografica personale di Partridge, la Ape House. È da rilevare che queste sono state anche le prime registrazioni degli XTC a cui la Virgin Records ha rinunciato totalmente ai diritti: otto anni prima, nel 2001, Partridge per l'intero catalogo Virgin degli album storici del gruppo ebbe soltanto la concessione al diritto di utilizzo dei loro master originali. Open a Can (Of Human Beans) e un altro brano proposto alla Eurostar ma poi respinto, Black Jeweled Serpent of Sound furono inclusi come tracce bonus.

## Formazione
Gli pseudonimi adottati da ciascun componente del gruppo sono:
- Sir John Johns (Andy Partridge) – voce, chitarra, basso elettrico
- The Red Curtain (Colin Moulding) – basso elettrico, voce, chitarra
- Lord Cornelius Plum (Dave Gregory) – mellotron, pianoforte, organo, chitarra
- E.I.E.I. Owen (Ian "Eewee" Gregory) – batteria, percussioni

Entrambi gli album originali sono stati prodotti da John Leckie e i Dukes. Per 25 O'Clock, i produttori sono accreditati come "John Leckie, Swami Anand Nagara and the Dukes"; Anand Nagara era il nome sannyasin di John Leckie, in quanto il produttore era un seguace del Bhagwan Shree Rajneesh.

## Discografia

### Album in studio
- 1985 - 25 O'Clock (mini album)
- 1987 - Psonic Psunspot

### Compilation
- 1987 - Chips from the Choccolate Fireball (stampa su CD di 25 O'Clock e Psonic Psunspot)
- 2019 - Psurroundbaout ride (ristampa remasterizzata in surround 5.1 della precedente compilation)